# ニコラス・デルポポロ
ニコラス・デルポポロ（Nicholas "Nick" Delpopolo、1989年2月8日 - ）は、アメリカ合衆国の柔道家。モンテネグロのニクシッチ出身。階級は73kg級。身長173cm。段位は弐段を取得。

## 人物
モンテネグロのニクシッチにある孤児院において、ペトラ・ペロヴィッチという名で人生の最初の1年を過ごすが、1歳9ヶ月の時にセルビア出身であるアメリカ人のデルポポロ夫妻に引き取られて、夫妻の住むニュージャージー州のウエストフィールドに移ることになった。5歳の時にアメリカ柔道ナショナルチームの監督だった米塚義定が経営する道場で柔道を始めた。米塚によれば、今まで見てきた中で最も才能のある選手の1人で、試合に負けることもほとんどなかったという。8歳の時にはレスリングも始めて、翌年にはニュージャージー州のチャンピオンとなった。しかし、柔道の方に情熱を注いでいたので、12歳の時には1992年バルセロナオリンピック78kg級銀メダリストのジェイソン・モリスの下でトレーニングを積むためにニューヨークへ移って、モリスと一緒に生活を始めた。しかし、2年後には息子を恋しく思った母親の要請で地元に戻った。通っていた高校では柔道向けの奨学金が支給されていなかったので、レスリングに取り組み頭角を現すと、強豪校にスカウトされた。そこでは複数の階級で活躍をするものの、膝のケガでレスリングを断念することになった。その後悪友とつるんで不良化していったが、見かねた父親がモリスの下へ送り返すと、正気に戻って再び柔道に取り組み始めた。柔道は3年近く中断していたものの、いざ再開するとジュニアタイトルを22個も獲得するなど大活躍を見せた。19歳の時には元世界チャンピオンであるジミー・ペドロのチーム・フォースに加わわるためにボストンへ移った。その後は国際的にも活躍し始めて、2010年にはワールドカップ・マルガリータ島とワールドカップ・サンサルバドルで優勝を飾った。しかし、世界選手権では4回戦でフランスのウゴ・ルグランに崩上四方固で敗れた。2011年の世界選手権では初戦でロシアのマンスール・イサエフに掬投で敗れた。2012年には国内のライバルであるマイケル・エルドレッドとの代表争いに競い勝ってロンドンオリンピック出場を果たすが、準々決勝で韓国の王己春に判定で敗れると、敗者復活戦でもモンゴルのサインジャルカル・ニャムオチルに指導2で敗れて7位に終わった。また、試合後のドーピング検査で大麻の成分であるテトラヒドロカンナビノールが検出されたため、順位を取り消され追放処分を受けることになった。デルポポロ側は、オリンピック前に出された料理が大麻と一緒に調理されていたことを知らず不注意に食べてしまったためであり、意図して大麻を摂取したわけではないと主張した。2013年にはパンナム選手権で優勝するが、世界選手権では3回戦でグルジアのヌグザル・タタラシビリに技ありで敗れた。2016年のリオデジャネイロオリンピックでは7位だった。2018年のパンナム選手権、2019年のパンアメリカン競技大会ではそれぞれ3位だった。2019年10月にはブラジリアン柔術大会「Fight 2 Win」における柔道部門の試合に出場した。IJFは当初、大会への出場を認めない方針だったが、アメリカの柔道連盟の説得により、出場を許可した(この大会はIJFルールと異なり、投げ技は2度一本を取って勝ちになる。寝技は絞め技と関節技だけで抑込技は一本とならない。また、引き込みは許容されてないが、立ち姿勢での関節技は認められる)。

## 主な戦績
- 2010年 - ワールドカップ・マルガリータ島 優勝
- 2010年 - ワールドカップ・サンサルバドル 優勝
- 2010年 - ワールドカップ・マイアミ 3位
- 2010年 - ワールドカップ・アピア 2位
- 2010年 - グランプリ・アブダビ 3位
- 2011年 - グランドスラム・パリ 5位
- 2011年 - グランプリ・デュッセルドルフ 5位
- 2011年 - パンナム選手権 3位
- 2011年 - ワールドカップ・リバプール 3位
- 2011年 - グランプリ・アブダビ 5位
- 2012年 - グランドスラム・パリ 5位
- 2012年 - グランプリ・デュッセルドルフ 5位
- 2012年 - パンナム選手権 3位
- 2012年 - グランドスラム・リオデジャネイロ 5位
- 2013年 - グランプリ・デュッセルドルフ 5位
- 2013年 - パンナム選手権 優勝
- 2013年 - グランドスラム・バクー 5位
- 2013年 - グランプリ・マイアミ 7位
- 2013年 - グランドスラム・モスクワ 7位
- 2014年 - パンナム選手権 3位
- 2015年 - グランプリ・ブダペスト 3位
- 2015年 - パンナム選手権 3位
- 2016年 - パンナム選手権 5位
- 2016年 - リオデジャネイロオリンピック 7位
- 2017年 - アジアオープン・台北 3位
- 2018年 - パンナム選手権 3位
- 2019年 - パンアメリカン競技大会 3位

(出典、JudoInside.com)